# Arlette Rujel
Arlette Jatzury Rujel del Solar (Callao, 1 de septiembre de 1999) es una modelo, profesora de etiqueta y asesora de imagen peruana. Fue ganadora del certamen Reina Hispanoamericana Perú 2022, lo que le permitió participar en el concurso internacional Reina Hispanoamericana 2022 donde terminó como ganadora, siendo la primera peruana en obtener este título.
Además, también fue ganadora del certamen Miss Grand Perú 2024, donde representó a Perú en el Miss Grand Internacional 2024.
En la televisión, se desempeñó en el programa cómico-musical El reventonazo de la chola.

## Biografía
Arlette Rujel nació el 1 de septiembre de 1999 en el Callao. Empezó el mundo de las pasarelas a los 13 años de edad, obteniendo una amplia experiencia en los concursos de belleza. Desde los 22 años, trabaja maestra de etiqueta social y mesa en la escuela de modelaje de Marina Mora. Tiene su propia línea de ropa llamada Égalité. 

## Pasarelas

### Miss Teen Model Internacional 2016
En 2016, participó en la primera edición del certamen donde resultó como primera finalista.

### Miss Callao 2020
El 26 de agosto del 2019, Arlette compitió en Miss Callao, al final del evento hubo un empate, no solo ella ganó si no también Pierinna Patiño Flores.

### Miss Perú 2020
El 29 de noviembre de 2020, de manera virtual, Rujel representó al Callao en el Miss Perú 2020, llegando al top 5 por voto del público, siendo designada como Nuestra Belleza Universal Perú 2020. Meses después renunciaría a este título.

### Reina Hispanoamericana Perú 2022
El 28 de mayo del 2022, en el programa Esto es Guerra, se transmitió el certamen Reina Hispanoamericana Perú 2022 en Lima, logró ganar el título y el derecho a representar a su país natal.

### Reina Hispanoamericana 2022
Arlette representó al Perú en la 31.ª edición del certamen Reina Hispanoamericana, realizado el 25 de marzo de 2023, en la ciudad de Santa Cruz de la Sierra, Bolivia. Compitió en el concurso frente a otras 28 candidatas, y terminó ganando la corona de reina, siendo la primera peruana en ganar el título.

### Miss Grand Perú 2024
El 21 de septiembre de 2024, Arlette representó a Callao logrando ganar el certamen nacional, siendo coronada por su antecesora Luciana Fuster.  Logró consolidarse entre las 10 favoritas del Miss Grand International 2024.

## Televisión
| Año  | Programa                   | Rol                      | Emitido en         | Ref.   |
| ---- | -------------------------- | ------------------------ | ------------------ | ------ |
| 2022 | Esto es guerra             | Candidata a participante | América Televisión | [ 11 ] |
| 2023 | El reventonazo de la chola | Artista del programa     | América Televisión | [ 12 ] |